# Силви Стоицов
Силви Живков Стоицов (роден на 11 май 1963 г.) е български актьор. Занимава се предимно с озвучаване на филми и сериали. По-известни заглавия с негово участие са „От местопрестъплението“, „Смолвил“, „24“, „Самотно дърво на хълма“, „Лас Вегас“ (от втори сезон), „Д-р Хаус“, „Анатомията на Грей“, „Декстър“, „Приятелки и съпернички“ и „Клонинг“ (дублажи за Диема Фемили), както и анимационните сериали „Приключенията на Гумените мечета“, „101 далматинци“, „Любопитният Джордж“ и „Невероятният Спайдър-Мен“.

## Ранен живот
Роден е в Кюстендил. През 1990 г. завършва актьорско майсторство за драматичен театър във ВИТИЗ „Кръстьо Сарафов“ в класа на професор Надежда Сейкова.

## Кариера на озвучаващ актьор
Стоицов започва кариерата си в дублажа през 1993 г. след препоръка и окуражаване от Мариана Димитрова. Едни от първите му сериали са „Приключенията на Бриско Каунти младши“ и „Приключенията на Гумените мечета“, където дублира Мазньо, огъра-лакей на злия Херцог Трън.

## Филмография
- „Старчето с карираните панталони“ (1989) – Брадата
- „La Donna E Mobile“ (1993) – Момчето на Камелия
- „Духът на баща ми“ (1998)
- „Ерих Райтерер“ (1999)
- „Една нощ“ (2001)